# Bernhard Hüffer
Bernhard Ludwig Josef Hüffer (* 8. Februar 1824 in Stromberg; † 18. November 1904 in Leipzig) war ein Kaufmann, der einen wesentlichen Beitrag zur Entwicklung der Leipziger Südvorstadt und des Stadtteils Schleußig geleistet hat.

## Leben
1854 gründete der dreißigjährige Hüffer ein Kommissions- und En-gros-Geschäft in der Leipziger Innenstadt, fünf Jahre später ergänzt durch einen Wollhandel, verbunden mit dem Umzug in die Zeitzer Straße.
1860 finanzierte er auf dem Brandvorwerk (⊙) den Bau eines modernen Ziegelbrennofens, erwarb 1862 das Brandvorwerk selbst, reichte für den zugehörigen Grundbesitz 1863 einen Bebauungsplan ein und markierte damit den Start für die Bebauung der Leipziger Südvorstadt.

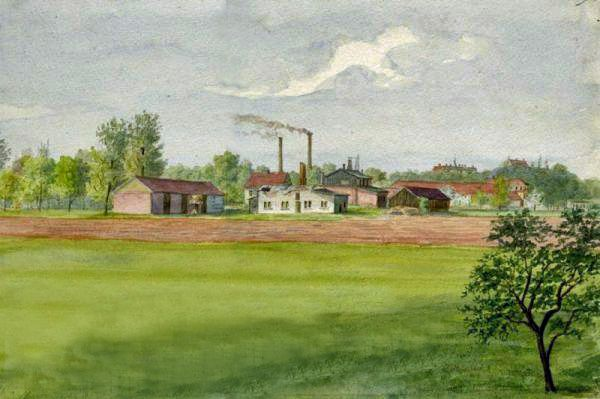
Hüffers Ziegelei in Schleußig

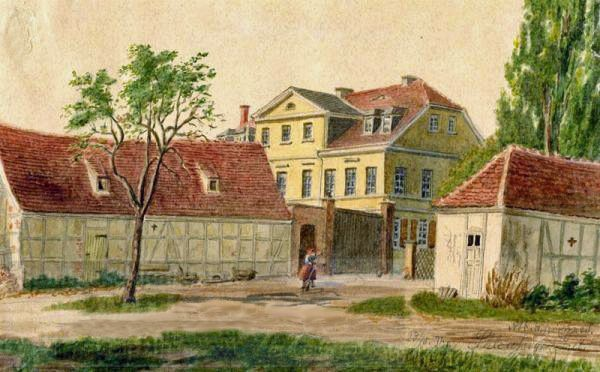
Das Gut Schleußig

Ebenfalls 1860 gründete er eine Ziegelei auf Schleußiger Flur (⊙) mit der Absicht auf spätere dortige Bautätigkeit. 1865 erwarb er eine Spinnerei in Neukirchen.
1872 kaufte er das Gut Schleußig (⊙), um das umgebende Acker- und Wiesenland, insgesamt eine Fläche von 129 Hektar, als stadtnahes Bauland zu erschließen. Eine erste Maßnahme dazu war 1873 der Entwurf eines  Planes zur Errichtung eines Hochwasserschutzdammes entlang der Weißen Elster, die die westliche Grenze seines beabsichtigten Baugebietes darstellte.
1876 reichte Hüffer zusammen mit dem Rechtsanwalt und Unternehmer Carl Heine einen Bebauungsplan für Schleußig ein, der von der Verwaltung der Amtshauptmannschaft Leipzig genehmigt wurde. Dabei lag der Planteil Heines nördlich und der Hüffers südlich der Rödelstraße.
Im nördlichen Teil mit der Könneritzstraße als Magistrale waren an rechtwinklig ausgerichteten Straßen vor allem vierstöckige Wohnbauten in geschlossener Bauweise vorgesehen, während im Hüffer'schen südlichen Teil von der Pistoriusstraße aus leicht geschwungene Nebenstraßen vorgesehen waren mit kleineren Gebäuden in offener Bauweise.
Wegen der geringen Höhenlage Schleußigs ergaben sich große Probleme bei der Anlage der Abwasserschleusen und damit verbunden ein sehr schleppender Bauverlauf. 1887 waren auf Heines Areal erst 24 Grundstücke mit drei- bis vierstöckigen Wohnhäusern bebaut und in Hüffers Teil in seinem Todesjahr 1904 gar erst zehn villenartige ein- bis zweigeschossige Wohnhäuser errichtet. Erst 1914 galt die Infrastruktur insbesondere im südlichen Teil, als ausgebaut, waren die Straßen befestigt und beschleust, Gas- und Elektroversorgung sowie zentrale Wasserversorgung eingeführt.

## Ehrung
1935 wurde eine Straße in Schleußig in der Nähe der ehemaligen Ziegelei wegen der Verdienste Bernhard Hüffers für Schleußig als Hüfferstraße benannt.